# Józef Kasperski
Józef Kasperski (ur. 27 lutego 1894 w Prokopie, zm. wiosną 1940 w Charkowie) – kapitan administracji (piechoty) Wojska Polskiego, działacz niepodległościowy, kawaler Orderu Virtuti Militari, ofiara zbrodni katyńskiej.

## Życiorys
Urodził się w Prokopie, w gminie Tyśmienica, w ówczesnym powiecie włodawskim, w rodzinie Konstantego i Marii z Filipowiczów. Był uczniem Szkoły Realnej Mariana Rychłowskiego. Po uzyskaniu matury w 1915 roku rozpoczął studia w Politechnice Warszawskiej, powstałej w tym samym roku na bazie Instytutu Politechnicznego.
W okresie nauki zaangażował się w działalność konspiracyjną. Według wspomnień Cypriana Odorkiewicza, opublikowanych w „Kronice Nadbużańskiej” (nr 27, 28, 20, 31 z 1933 roku), Józef Kasperski został członkiem Polskiej Organizacji Wojskowej. Posługiwał się pseudonimem „Zawieja” i uczestniczył w akcjach zbrojnych na terenie Warszawy. Zagrożony aresztowaniem został na początku 1917 roku skierowany do Chełma, gdzie objął komendę IV Obwodu, wchodzącego w skład VII Okręgu POW w Lublinie. Jego przybycie, według wspomnianego Cypriana Odorkiewicza (również członka organizacji), przyczyniło się do wydatnego rozwoju POW w Chełmie, której struktury tworzono od października 1915 roku. Do głównych działaczy należeli również: Franciszek Wleklik, Wacław Uzdowski, Jan Ulanowski, Mikołaj Drabikowski, Ludwik Zajączkiewicz i Jan Stefański. W ramach działalności rozbudowywano szeregi, szkolono ludzi (m.in. w składzie trumien przy ulicy Młynarskiej oraz w podziemiach) oraz organizowano ćwiczenia terenowe (głównie w okolicach Podgórza). Józef Kasperski zatrudniony był w Inspektoracie Szkolnym w Chełmie, który wspierał potajemnie działalność POW (w lokalu inspektoratu składali przysięgę nowi członkowie organizacji). Jej szeregi zasilili przede wszystkim nauczyciele i uczniowie Chełmskiej Szkoły Filologicznej (późniejszego Gimnazjum im. Stefana Czarnieckiego). Władze austriackie pilnie śledziły aktywność polskich środowisk, czasami sięgając po represje. W trakcie jednej z takich akcji, podczas rewizji w sztabie obwodu (przy ulicy Wojsławickiej 5), Józef Kasperski i Jan Stefański (sekretarz i adiutant komendy) zostali aresztowani. Ostatecznie jednak okupanci zdecydowali się na ich zwolnienie. Zwieńczeniem wielomiesięcznych przygotowań był udział członków POW, w akcji przejmowania władzy w mieście. Józef Kasperski był jednym z głównych uczestników tych działań (m.in. przemawiał w trakcie spotkania w kinoteatrze „Polonia” w dniu 1 listopada 1918 roku), chociaż kierownictwo nad całością przejęli przybyli z Warszawy oficerowie z rotmistrzem Gustawem Orlicz-Dreszerem na czele. W dniu 2 listopada 1918 roku peowiacy pełnili rolę łączników oraz ubezpieczali, mimo skromnego uzbrojenia, przejęcie zabudowań na Górze Chełmskiej, gdzie znajdowała się komendantura austriacka. Następnie po zakończonej akcji, pełnili służbę ratowniczą.
Po przejęciu władzy w Chełmie Józef Kasperski wstąpił do Wojska Polskiego. Trafił do tworzonego w Chełmie i na terenie powiatów: zamojskiego, tomaszowskiego, chełmskiego, krasnostawskiego, biłgorajskiego oraz hrubieszowskiego, 35 pułku piechoty, zwanego początkowo Chełmskim Pułkiem Piechoty. W 1919 roku ukończył Szkołę Podchorążych, Uczestniczył w wojnie polsko-bolszewickiej. Po zakończeniu działań wojennych pozostał w wojsku. Został zweryfikowany w stopniu porucznika, ze starszeństwem z dniem 1 czerwca 1919 roku. Służył w 6 pułku piechoty Legionów, który stacjonował w Wilnie. W 1928 roku otrzymał awans do stopnia kapitana. W marcu 1931 został przeniesiony do Korpusu Ochrony Pogranicza. W 1935 roku powrócił do 6 pułku, w którym m.in. pełnił obowiązki kierownika referatu kulturalno-oświatowego. W związku z wymienioną funkcją, przygotował zbiór artykułów pod tytułem „Walka o przyszłość narodu” wydanych w Wilnie w 1936 roku (sygnowanych przez drukarnię „Zorza”). W 1937 roku został przeniesiony do Powiatowej Komendy Uzupełnień Wilejka. Został przeniesiony do korpusu oficerów administracji, grupa administracyjna. Kolejnym jego przydziałem był Wojskowy Instytut Naukowo-Oświatowy w Warszawie, do którego został oddelegowany w 1938 roku. Instytucja, podlegająca bezpośrednio Generalnemu Inspektorowi Sił Zbrojnych, zajmowała się działalnością oświatową i wychowawczą w wojsku oraz nadzorowała pracę bibliotek wojskowych.
11 września 1939 roku w czasie kampanii wrześniowej został przydzielony do Dowództwa Grupy Obrony Lwowa na stanowisko oficera kancelarii ogólnej. Po agresji ZSRR na Polskę i kapitulacji Lwowa wraz z innymi oficerami dostał się do niewoli sowieckiej. Przebywał w obozie w Starobielsku. Wiosną 1940 roku został wywieziony do Charkowa i zamordowany przez funkcjonariuszy NKWD w siedzibie Obwodowego Zarządu NKWD w Charkowie. Pogrzebano go potajemnie w bezimiennej mogile zbiorowej w Piatichatkach, gdzie od 17 czerwca 2000 roku mieści się oficjalnie Cmentarz Ofiar Totalitaryzmu w Charkowie. Figuruje na Liście Starobielskiej NKWD, pod poz. 1461.
5 października 2007 roku minister obrony narodowej Aleksander Szczygło mianował go pośmiertnie na stopień majora. Awans został ogłoszony 9 listopada 2007 roku w Warszawie, w trakcie uroczystości „Katyń Pamiętamy – Uczcijmy Pamięć Bohaterów”.

## Ordery i odznaczenia
- Krzyż Srebrny Orderu Wojskowego Virtuti Militari nr 4840 (1921)[16]
- Krzyż Niepodległości – 28 grudnia 1933 „za pracę w dziele odzyskania niepodległości”[17] zamiast uprzednio nadanego Medalu Niepodległości[18]
- Krzyż Walecznych trzykrotnie (po raz drugi w 1921)[19]
- Srebrny Krzyż Zasługi (1938)[7]
- Medal Pamiątkowy za Wojnę 1918–1921[1]
- Medal Dziesięciolecia Odzyskanej Niepodległości[1]
- Medal 10 Rocznicy Wojny Niepodległościowej (Łotwa)[20]